# Henri Ier de Savoie-Nemours
 (octobre 2019).
Si vous disposez d'ouvrages ou d'articles de référence ou si vous connaissez des sites web de qualité traitant du thème abordé ici, merci de compléter l'article en donnant les références utiles à sa vérifiabilité et en les liant à la section « Notes et références ».
Henri Ier de Savoie-Nemours, né à Paris le 2 novembre 1572, mort à Paris le 10 juillet 1632, est duc de Genève et de Nemours de 1595 à 1632, cinquième duc d'Aumale de 1618 à 1632, pair de France. 

## Biographie
Henri de Savoie-Nemours naît le 2 novembre 1572, à Paris. Il est le fils cadet de Jacques de Savoie, duc de Genève et de Nemours, et d'Anne d'Este, comtesse de Gisors et dame de Montargis.
Connu sous le nom de marquis de Saint-Sorlin, il succède à son oncle Louis d'Este, en 1588, pendant quelques mois seulement, comme abbé commendataire du monastère de Pontigny. Il reçoit la même année, de son cousin Charles-Emmanuel Ier, duc de Savoie, le commandement d'une armée avec laquelle il conquiert le marquisat de Saluces. Il rejoint ensuite la Ligue qui le nomme gouverneur du Dauphiné en 1591. Il se rallie à Henri IV en 1594 et hérite à la mort de son frère des duchés de Genève et de Nemours. Il se signale en 1597 au siège d'Amiens.
Il devait épouser une des filles de Charles-Emmanuel Ier de Savoie, mais le mariage ne s'effectua pas en raison des oppositions que mit la cour de Madrid, alors en guerre contre le duc de Savoie.
Il épouse le 18 avril 1618 Anne de Lorraine (1600 † 1638), duchesse d'Aumale, fille de Charles Ier de Lorraine, quatrième duc d'Aumale, et de Marie de Lorraine-Elbeuf. À cette occasion, le roi Louis XIII lui confère le titre de duc d'Aumale, confisqué à son beau-père en 1595, dont il devient le cinquième titulaire. 
Henri et Anne ont :
- Louis de Savoie, duc de Nemours, sixième duc d'Aumale (1615 † 1641) ;
- Francois Paul de Savoie-Nemours (1619 † 1627)
- Charles Amédée de Savoie , duc de Nemours, septième duc d'Aumale après son frère (1624 † 1652) ;
- Henri II de Savoie, archevêque de Reims, puis duc de Nemours et huitième duc d'Aumale après ses frères (1625 † 1659).

### Sources
- Louis Charles Dezobry et Théodore Bachelet, Dictionnaire de Biographie et d’Histoire, Paris, 1863 [détail de l’édition]
- Christophe Levantal, Ducs et pairs et duchés-pairies laïques à l'époque moderne, 1996, Paris, Maisonneuve & Larose, 1218 p.  (ISBN 2-7068-1219-2) , p. 798-800.
- Laurent Perrillat, « Les apanages de Genevois au XVe siècle. quelques résultats de recherches sur les institutions et les hommes », Etudes savoisiennes, no halshs-01023760,‎ 2015 (lire en ligne).
- Laurent Perrillat, L'apanage de Genevois aux XVIe et XVIIe siècles : pouvoirs, institutions, société (tome I), vol. 113, t. 1, Académie salésienne, 2006, 540 p. (lire en ligne).
- Laurent Perrillat, L'apanage de Genevois aux XVIe et XVIIe siècles : pouvoirs, institutions, société (tome II), vol. 113, t. 2, Académie salésienne, 2006, 1070 p. (lire en ligne).